# Camp de concentration de Sajmište
Le camp de concentration de Sajmište (en serbe cyrillique : Концентрациони логор Сајмиште ; en serbe latin : Koncentracioni logor Sajmište ; en allemand : Judenlager Semlin, puis Anhaltelager Semlin) était un camp de concentration nazi en fonction durant la Seconde Guerre mondiale sur le territoire de l'État indépendant de Croatie (NDH), dans la banlieue de Belgrade. Ce camp fut créé en décembre 1941 et fermé en septembre 1944.
Il fut d'abord utilisé pour détenir des Juifs et des Roms de Serbie et appelé camp juif de Zemun (en allemand : Judenlager Semlin). Le 12 décembre 1941, ce camp comptait 5 000 détenus, puis rapidement, il en compta 7 000. Des détenus juifs furent d'abord exécutés par fusillades, 500 autres moururent de faim, de froid et de maladie, puis le reste des prisonniers juifs fut tué de mars 1942 au 10 mai 1942 en utilisant des Gaswagen (en français: Camions à gaz). En ce qui concerne les prisonniers Roms, la majorité fut relâchée de janvier à mars 1942, sachant que ceux qui furent délivrés sont ceux qui purent apporter une preuve de résidence permanente.
Ce camp devint ensuite un camp de détention  et appelé camp de détention de Zemun (en allemand : Anhaltelager Semlin), dont les prisonniers furent ensuite envoyés dans d'autres camps en Allemagne, en Norvège ou dans d'autres camps en Serbie pour y effectuer du travail forcé.
Environ 32 000 détenus passèrent dans ce camp de détention et au moins 10 636 personnes y trouvèrent la mort.
En résumé, la majorité des Juifs de Serbie trouva la mort dans le camp de concentration de Sajmište et en tout de 20 000 à 23 000 personnes y périrent de 1941 à 1944,. En raison de sa valeur historique et humaine, le site est aujourd'hui classé sur la liste des biens culturels de la ville de Belgrade.

## Installation

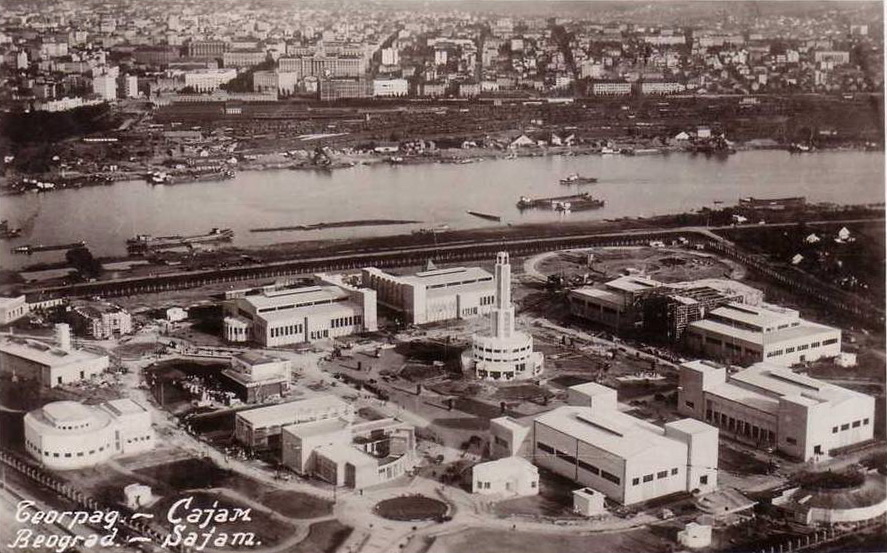
La foire internationale de Belgrade avant la seconde guerre mondiale

Le camp de concentration de Sajmište fut établi en octobre 1941, sur l'ordre du général Franz Böhme, commandant militaire en Serbie occupée par l'Allemagne nazie, pour emprisonner les Juifs et les Roms. Le site d'abord envisagé de Zasavica, en Voïvodine, avait été interdit par le climat et le caractère marécageux du sol. Le site choisi, celui de la Foire internationale bâtie en 1937, est à la lisière de la ville, sur le territoire récemment concédé à l'État indépendant de Croatie, avec son autorisation. Les seules conditions imposées par le gouvernement Croate étaient qu'il ne devait pas y avoir de gardes ou de miliciens Serbes sur le territoire Croate et que le camp devait être approvisionné par les autorités de Belgrade. Le site est réutilisé après des transformations sommaires.

## Internement et gazage au Camp juif de Zemun

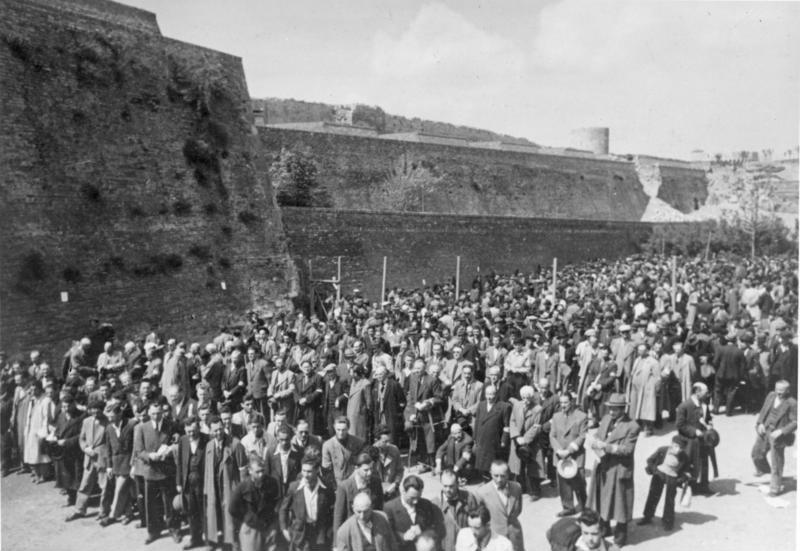
Arrestation des juifs de Belgrade

Le camp ouvre le 8 décembre 1941. Il est géré par la Gestapo et dirigé par des officiers SS.
Après que tous les Juifs adultes serbes de sexe masculin ont été assassinés par des pelotons d'exécution de la Wehrmacht à l'automne 1941, sont internés les femmes, les enfants et les vieillards Juifs de Belgrade, puis de toute la Serbie à partir du 8 décembre 1941. Roms et opposants politiques les rejoignent rapidement : au 15 décembre, 5 281 prisonniers sont internés au camp de Sajmište. Un total de 6,400 femmes juives et d'environ 600 femmes Roms furent internées. De janvier 1942 jusqu'à fin mars 1942, la majorité de Roms est libérée du camp, sachant que ceux qui ont été délivrés sont ceux qui pouvaient apporter une preuve de résidence permanente. Cependant, le sort des détenus Roms restant n'a jamais été l'objet d'une investigation complète de la part des historiens.

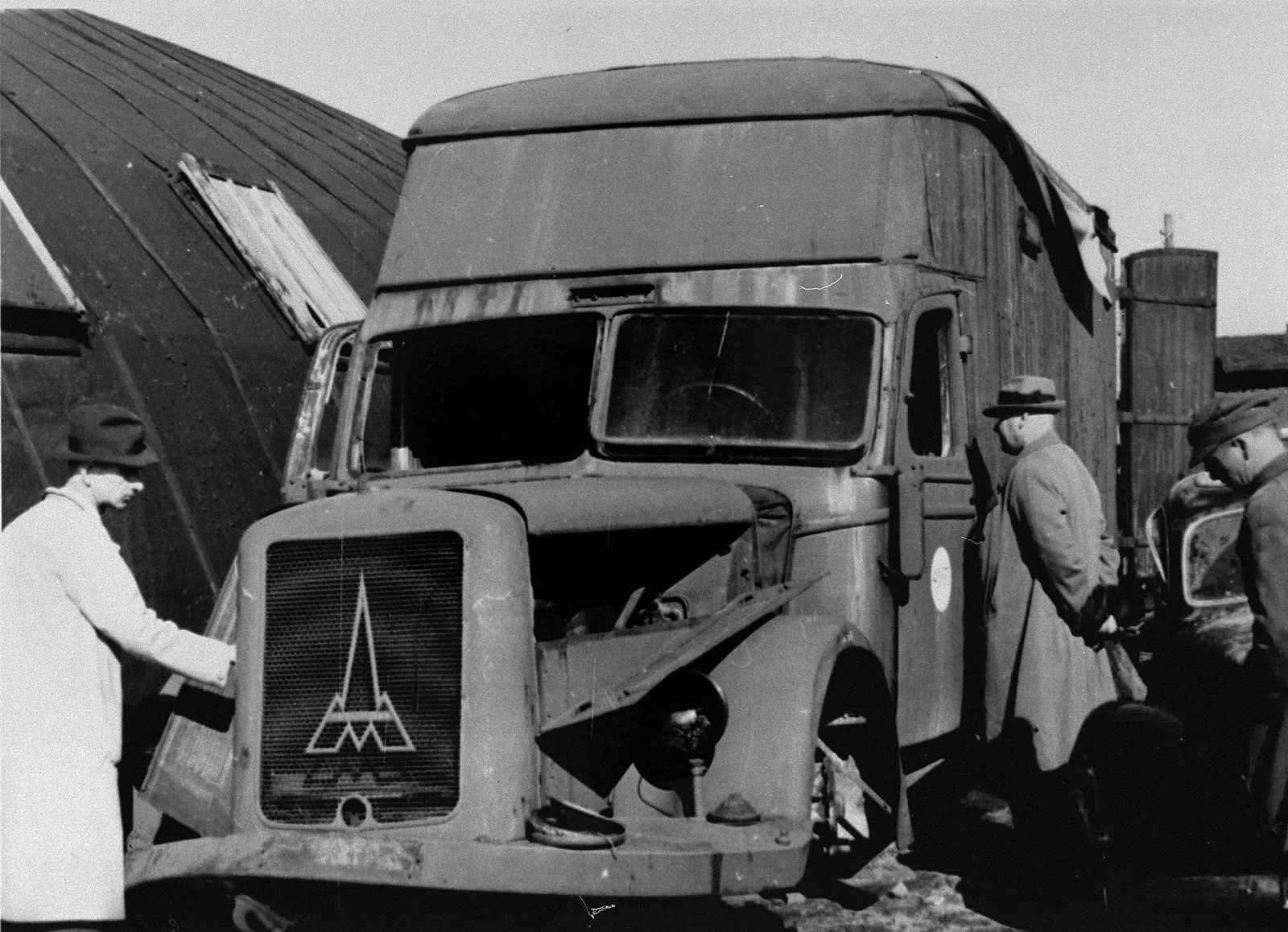
Un camion à gaz photographié en Pologne, similaire à celui utilisé à Sajmište

Un camion à gaz type Saurer transportant les deux officiers Wilhelm Goetz et Erwin Meyer est envoyé dans le camp début mars 1942. Le 18 mars 1942, tous les patients, les médecins et une partie du personnel de l’hôpital juif de la rue Visokog Stevana sont arrêtés par la police allemande. Du 19 au 22 mars 1942 entre 700 à 800 juifs de ce groupe sont tués à l'aide du camion à gaz. Les corps sont ensuite enterrés dans des fosses communes à Jajinci qui avaient été préparées auparavant. Du début avril 1942 au 10 mai 1942, les femmes juives du camp et leurs familles apprennent qu'elles vont être transférées dans un autre camp en Roumanie ou en Pologne. En réalité, ces juifs seront tous gazés dans le camion à gaz et enterrés dans des fosses communes à Jajinci. Les corps seront ensuite déterrés et brûlés en 1943 et 1944 afin de masquer l'évidence de ces crimes. En tout, jusqu'au 10 mai 1942 sont gazés plus de 7 000 Juifs sur les 8 500 qui périront à Sajmiste (Semlin) et parmi les 8 000 femmes et enfants juifs qui sont passés par le camp, seulement six ont survécu à la guerre. Emanuel Schäfer le chef de la police de sûreté et du SD (BDS) de Belgrade déclare peu après que Belgrade est la seule grande ville d'Europe débarrassée des Juifs .
Les officiers responsables de l'extermination des Juifs du camp sont : Emanuel Schäfer, chef de la police allemande en Serbie, Bruno Sattler, chef de la Gestapo et Herbert Andorfer, le commandant du Camp juif de Zemun ainsi que son aide de camp Edgar Enge,.

## Camp de détention de Zemun

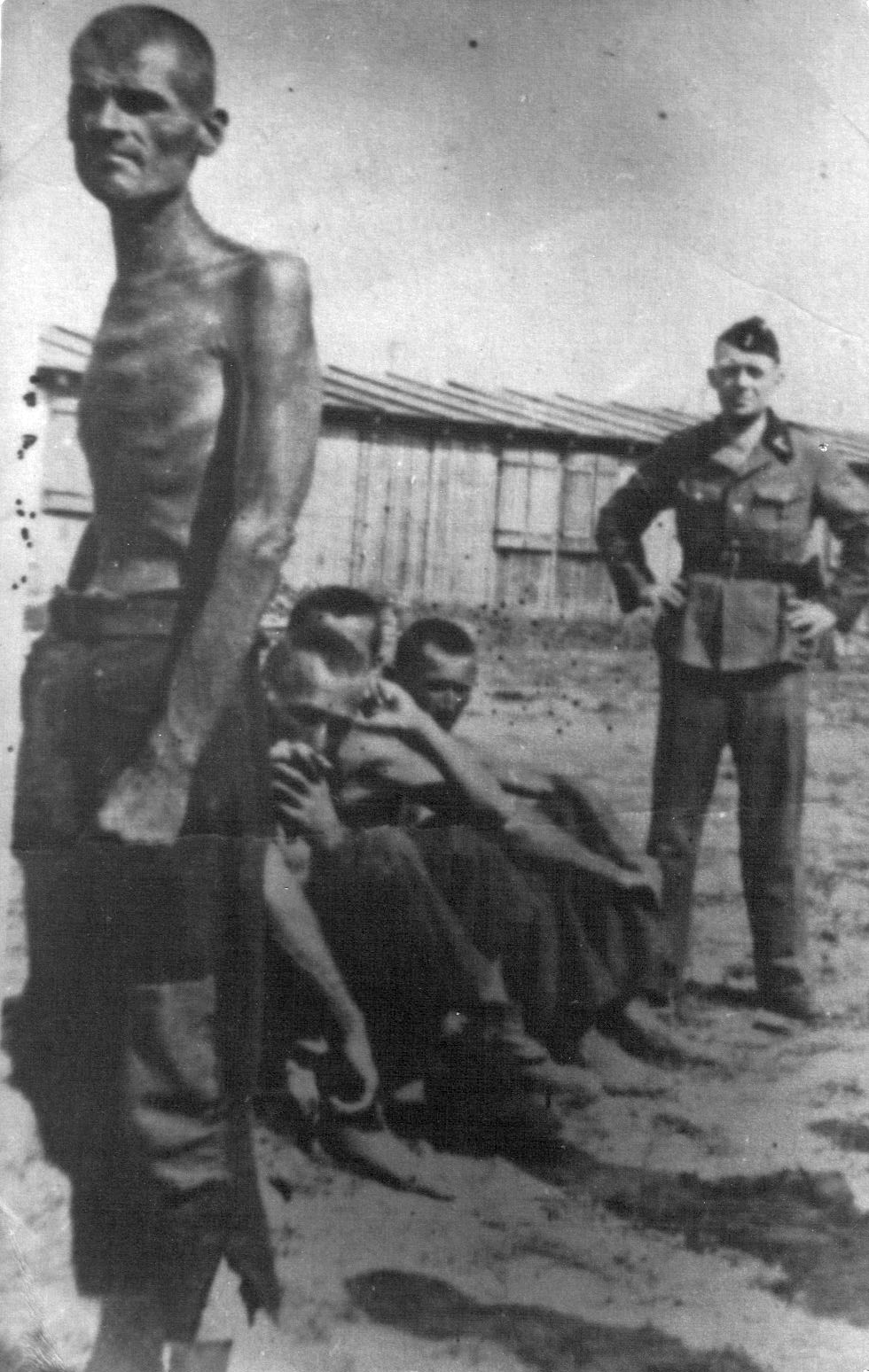
Des partisans capturés dans le camp en 1942

En mai 1942, juste après que les derniers détenus juifs sont exterminés, le camp juif de Zemun change de fonction. Il cesse d'être un Judenlager (Un camp pour les juifs) et devient un Anhaltelager (Un camp de détention pour les prisonniers politiques, les partisans capturés et les travailleurs forcés. La plupart de ces prisonniers ont été ensuite déportés vers d'autres camps en Allemagne, Norvège ou d'autres plus petits camps de la Serbie centrale.).
En effet, au printemps 1942, le troisième reich manque de main-d'œuvre, le camp de Zemun devient alors le principal centre de regroupement et de distribution de travailleurs forcés pour toute l'ex-Yougoslavie.
Selon Milan Koljanin, qui a réalisé une étude détaillée sur le camp de concentration de Sajmište, 31972 détenus passèrent dans le camp de détention de mai 1942 à juillet 1944, date à laquelle le camp fut formellement abandonné. 22400 de ces prisonniers venaient de  l'État indépendant de Croatie (La très grande majorité étaient des Serbes de Bosnie et des Serbes de Croatie. Il y avait aussi des Croates et des Musulmans Bosniaques.), les autres prisonniers étant des Serbes de Serbie, des grecs, des Albanais et des juifs. La grande majorité des détenus furent des hommes, mais 1500 femmes passèrent aussi dans ce camp durant cette période. Au moins 10636 détenus périrent dans ce camp durant cette période. L'historienne Branka Prpa estime quant à elle à 13 000 le nombre de déportés morts dans le camp durant cette période . Les principales causes de mortalité furent la Dysenterie, le Typhus, les passages à tabac et les pendaisons des détenus par les gardes ainsi que les exécutions sommaires effectuées en représailles aux actes de sabotages commis à Belgrade, de plus 120 juifs originaires de Split furent exécutés en octobre 1943.
Le 16 et le 17 avril 1944, le bombardement de Belgrade cause la mort de 80 à 200 détenus du camp et en blesse beaucoup d'autres. Dans les semaines qui suivent, les détenus restants sont transférés dans d'autres camps et le 17 mai 1944, le commandement allemand transfère le contrôle du camp à la police de l'État indépendant de Croatie, même si le commandant du camp est toujours un Allemand. À peu près au même moment, le camp accueille 500 Juifs du Kosovo qui sont ensuite déportés vers le camp de concentration de Bergen-Belsen. Dans les mois qui suivent, les détenus restants sont alors progressivement tous déportés dans le camp de concentration de Vinkovci et le  26 Juillet le camp de Zemun est formellement abandonné.
Pourtant le 17 septembre 1944, juste un mois avant la libération de Belgrade, un groupe important de juifs du Bana et de Hongrie qui avaient été utilisés auparavant comme travailleurs forcés dans les mines de Bor, sont détenus sur le site de l'ancien camp de Zemun pendant 3 jours, puis ils sont ensuite déportés dans des camps de concentration en Allemagne,.